# Tetraommatus fragilis
Tetraommatus fragilis là một loài bọ cánh cứng trong họ Cerambycidae.